# 콥스파티 -포학해진 영혼의 주문-
《콥스파티 -포학해진 영혼의 주문-》(일본어: コープスパーティー Tortured Souls -暴虐された魂の呪叫-)는 일본의 비디오 게임 《콥스 파티: 블러드 커버드》를 원작으로 한 4개의 에피소드의 일본의 애니메이션이다.

## 캐스트
| 캐릭터              | 목소리          |
| ------------------- | --------------- |
| 모치다 사토시       | 시모노 히로     |
| 나카시마 나오미     | 사토 리나       |
| 시노자키 아유미     | 이마이 아사미   |
| 시노하라 세이코     | 아라이 사토미   |
| 모치다 유카         | 키타무라 에리   |
| 키시누마 요시키     | 나카무라 유이치 |
| 스즈모토 마유       | 난리 유카       |
| 모리시게 사쿠타로   | 카키하라 테츠야 |
| 시시도 유이         | 사와시로 미유키 |
| 시노자키 사치코     | 오타니 이쿠에   |
| 키자미 유우야       | 스기타 토모카즈 |
| 사에노키 나호       | 야마모토 아야노 |
| 칸노 유키           | 이가라시 히로미 |
| 요시자와 료         | 모리야 사토미   |
| 츠지 토키코         | 오하라 모모코   |
| 야나기호리 요시카즈 | 마츠오 다이스케 |
| 야나기호리 타카미네 | 키쿠모토 타이라 |

## 제작
오리지널 비디오 애니메이션은 이전에 공개되었던 공개된 《콥스파티 Missing Footage》 OVA의 속편으로 2012년 8월 2일 게임 제작사 MAGES에 의해 발표되었다.
이 시리즈는 이와나가 아키라가 감독하고 사토 쇼이치가 각본을 맡았으며 아스리드 스튜디오에서 애니메이션을 제작했다. 타나카 마사키는 시리즈의 캐릭터 디자인을 맡았고 총작화 감독을 역임했다.
오프닝 테마는 이마이 아사미의 "Stardust Ring" (星屑のリング, Hoshikuzu no Ringu), 엔딩 테마는 하라 유미의 "Firefly Light" (蛍火, Hotarubi)다.

## 공개
게임 메이커 5pb.는 2012년 12월 22일, 2013년 5월 28일, 및 2013년 6월 28일에 OVA의 프로모션 비디오 3개를 스트리밍했다.
OVA는 2013년 6월 15일에 오사카에서 스태프와 출연진이 참석한 특별 상영을 받았다. 2013년 7월 24일에 4개의 에피소드로 출시되었으며 2개의 DVD 또는 Blu-ray 박스 세트로 제공되었다.

## 반응
이 시리즈는 현존하는 가장 소름 끼치는 애니메이션 시리즈 중 하나로 인정을 받았다.
Anime News Network의 시리즈 리뷰에서 Theron Martin은 북미 Blu-ray 릴리스에 전체 등급 B를 주면서 "《엘펜리트》, 《무사 쥬베이》 또는 《헬싱 얼티메이트》 수준의 초폭력이 허용 범위를 벗어난다면 콥스파티는 넓고 넓은 정박지다. 하지만 그런 타이틀을 좋아한다면 꼭 봐야 할 작품이다."라고 했다. 그는 OVA의 미술과 애니메이션을 칭찬했지만 스토리에는 덜 만족했다. 그는 시리즈의 "주요 판매 포인트, 즉 그래픽 콘텐츠와 이를 지원하는 비주얼을 절대적으로 파악하고 있으며, 그것이 실제로 중요한 모든 것이다. "라고 결론지었다.
Chris Beveridge는 또한 The Fandom Post에서 시리즈에 B를 부여하며 "솔직히 말해서, 저는 제 취향은 아니지만, 저는 그들이 하는 일에 감탄할 수 있고 이것을 자주 보지 않는 당신의 평균 시청자들에게 꽤 방해가 될 것이라고 생각한다."라고 적었다. 애니메이션에 대해 언급하면서 그는 "쇼가 당신을 완전히 놀라게 하지 않도록 너무 상세하거나 너무 현실적이지 않으면서 좋은 모습을 가지고 있다"고 말했다. 그는 또한 "캐릭터 애니메이션이 잘 표현되고 배경이 대체로 견고하다"고 말했다. 이어 "장기적으로는 일종의 컬트쇼가 될 것 같다. 그리고 요즘에는 일부 헨타이 쇼 외에는 자주 제작되지 않는 애니메이션 영역을 사람들에게 소개하기 위해 이 제품을 가까이에 두는 팬을 상상할 수 있다."라고 했다.